# Abedes
Abedes (llamada oficialmente Santa María de Ábedes) es una parroquia y un lugar del municipio español de Verín, en la provincia de Orense, Galicia.

## Toponimia
La parroquia también es conocida por el nombre de Santa María de Abedes.

## Geografía
Está atravesada por el río Abedes, situándose al este de la capital municipal, y cerca de los límites con el municipio de Villardevós. 

## Organización territorial
La parroquia está formada por una entidad de población:
- Abedes (Ábedes)

## Demografía
Gráfica demográfica de la villa y parroquia de Abedes según el INE español:
| Gráfica de evolución demográfica de Abedes entre 2000 y 2023 |
|                                                              |
| Datos según el nomenclátor publicado por el INE.             |

## Economía
Su economía está basada en los viñedos y en la industria para materiales de construcción.